# Escola de Educação Rodoviária
A Escola de Educação Rodoviária é uma instituição, tutelada pela Câmara de Braga, localizada na freguesia de São Vicente, em Braga, Portugal.
Foi criada em 1999 com o objectivo de sensibilizar os mais jovens para os perigos da sinistralidade, nas vertentes preventiva e formativa.
Abriu a 16 de Fevereiro de 2001.
Até 2010 receberam formação na escola 86.857 crianças, acompanhadas por 4.041 professores.
Até 16 de Fevereiro de 2011 passaram cerca de 100 000 crianças pela escola, a maioria alunos de escolas do ensino básico do concelho.